# Dreyer (Familienname)
Dreyer ist ein Familienname, der vor allem im deutschsprachigen Raum vorkommt.

## Herkunft und Bedeutung
Dreyer oder Dreier; auch Dreger ist die niederdeutsche Bezeichnung für den Drechsler (obd. Dreher).

## Namensträger

### A
- Aloys Dreyer (1861–1938), deutscher Lehrer, Schriftsteller und Bibliothekar
- Anders Dreyer (* 1998), dänischer Fußballspieler
- Arthur Dreyer (1870–1943), deutscher Orthopäde und NS-Opfer
- Axel Dreyer (* 1957), deutscher Wirtschaftswissenschaftler

### B
- Benedikt Dreyer (um 1495–1555), deutscher Bildschnitzer und Maler
- Björn Dreyer (Fußballspieler, 1977) (* 1977), deutscher Fußballspieler und -trainer
- Björn Dreyer (Fußballspieler, 1989) (* 1989), deutscher Fußballspieler
- Boris Dreyer (* 1967), deutscher Althistoriker
- Brigitte Dreyer (* 1946), deutsche Politikerin (CDU)

### C
- Carl Dreyer (General) (1796–1886), badischer Generalleutnant
- Carl Henrich Dreyer (1723–1802), deutscher Rechtswissenschaftler und Politiker
- Carl Theodor Dreyer (1889–1968), dänischer Filmregisseur
- Christoph Dreyer (* 1966), deutscher Politiker (CDU), MdL
- Clemens Dreyer (* 1958), deutscher Musiker und Publizist
- Colomban-Marie Dreyer OFM, französischer Ordensgeistlicher, römisch-katholischer Erzbischof und Diplomat des Heiligen Stuhles
- Cord Dreyer (* 1962), deutscher Journalist

### D
- Dankvart Dreyer (Dankvart Christian Magnus Dreyer; 1816–1852), dänischer Maler
- David Dreyer (1942–2014), US-amerikanischer Schauspieler
- Desmond Dreyer (1910–2003), britischer Admiral
- Dieter Dreyer (* 1940), deutscher Politiker (CDU)
- Dietrich W. Dreyer (1887–1961), deutscher Schiffsingenieur und Filmproduzent
- Domenico Maria Dreyer (1700–1735), italienischer Komponist

### E
- Ernst Dreyer (Reeder) (1816–1899), deutscher Schiffbauer und Reeder
- Ernst Dreyer (Fussballspieler), Schweizer Fußballspieler
- Ernst-Jürgen Dreyer (1934–2011), deutscher Schriftsteller, Dramatiker, Übersetzer und Musikwissenschaftler

### F
- Felix Dreyer, Lichtdesigner
- Frank Dreyer (* 1973), deutscher Skatspieler
- Frederic Charles Dreyer (1878–1956), britischer Seeoffizier
- Frederik Dreyer (1814–1898), dänischer Generalleutnant und Minister

- Friedrich Dreyer (Uhrmacher) (1822–1902), deutscher Hof-Uhrmacher
- Friedrich Dreyer (Glockengießer) (vor 1855–nach 1885), deutscher Geschütz-, Messing- und Glockengießer
- Friedrich Dreyer-Tamura (1899–1973), deutscher Maler
- Friedrich Adolph Dreyer (1780–1850), deutscher Maler, Lithograf sowie Kunsthändler und -sammler
- Friedrich Wilhelm Dreyer (1757–1841), preußischer Jurist, Geheimer Kriegsrat, Finanzrat und General-Proviantmeister

### G
- Gabriel Dreyer (um 1580–1631), deutscher Maler und Zeichner, siehe Gabriel Dreer
- Georg Dreyer (Architekt) (1847–1875), deutscher Architekt und Stadtbaumeister
- Georg Dreyer (Unternehmer) (1847–1903), deutscher Hof-Färber, Bürgervorsteher sowie Gründer Hof-Schönfärberei A. & G. Dreyer
- Georg Alban Dreyer (1670-um 1721), deutscher Jurist, Hochschullehrer und Rektor der Universität Freiburg
- Georges Dreyer (1873–1934), dänischer Arzt und Wissenschaftler
- Gerald Dreyer (1929–1985), südafrikanischer Boxer
- Gesine Dreyer (* 1969), deutsche Harfenistin
- Günter Dreyer (Eishockeyspieler) (1887–1958), deutscher Verleger und Eishockeyspieler
- Günter Dreyer (1943–2019), deutscher Ägyptologe
- Gustav Wilhelm Dreyer (1859–1911), deutscher Politiker, Senator in Bremen

### H
- Hans Dreyer (1572–1653), Bildschnitzer in Schleswig-Holstein und Dänemark
- Hans Joachim Dreyer (1914–1980), deutscher Informatiker
- Hans-Joachim Dreyer (* 1926), deutscher Mathematiker
- Hannes Dreyer (* 1985), südafrikanischer Sprinter
- Heinrich Dreyer (Unternehmer), deutscher Unternehmer
- Heinrich Dreyer (Schriftsteller) (1884–1929), deutscher Bahnbeamter und Schriftsteller
- Heinrich Dreyer (Politiker) (1935–1994), deutscher Bahnbeamter und Politiker (CDU)
- Herbert Dreyer (1901–nach 1970), deutscher Kunsthistoriker und Museumsdirektor
- Hildegard Dreyer (1910–1998), deutsche Schauspielerin
- Horst Dreyer (1928–2019), deutscher Theologe
- Hugo Dreyer (1910–1982), deutscher Politiker (GB/BHE)

### I
- Irina von Dreyer (1915–2019), russisch-französische Baronesse

### J
- Jakob Dreyer (* 1981), deutscher Jazzmusiker
- Jenna Dreyer (* 1986), südafrikanische Wasserspringerin
- Joachim Christian Daniel Dreyer (1783–1875), deutscher Reeder und Importeur
- Joachim Hinrich Dreyer (1712–1749), deutscher Jurist und Verwaltungsbeamter
- Johan Ludvig Emil Dreyer (1852–1926), dänischer Astronom
- Johann Carl Heinrich Dreyer (1723–1802), deutscher Rechtswissenschaftler und Politiker, siehe Carl Henrich Dreyer
- Johann Heinrich Dreyer (1670–1737), Kaufmann und Lübecker Bürgermeister
- Johann Konrad Dreyer (1672–1742), deutscher Tenor und Kantor
- Johann Matthias Dreyer (1717–1769), deutscher Schriftsteller, Journalist und diplomatischer Agent
- Johann Melchior Dreyer (1747–1824), deutscher Komponist
- Johann Traugott Dreyer von der Iller (1803–1871), k. k. Generalmajor, Generalstabsarzt, Ophthalmologe und Hochschullehrer
- Johannes Dreyer (auch Johann Dreger, Johann Dreier; um 1500–1544), deutscher Theologe und Reformator
- Joseph Maximilian Dreyer (um 1789–unbek.), deutscher Jurist und Politiker

### K
- Karl Heinrich Dreyer (1830–1900), deutscher Jurist, Richter und Reichstagsabgeordneter
- Karl-Joachim Dreyer (* 1942), deutscher Jurist und Bankmanager
- Klaus Dreyer (1909–1999), israelischer Arbeitsmediziner
- Kurt Dreyer (Schachspieler) (1909–1981), deutsch-südafrikanischer Schachspieler
- Kurt Dreyer (Schauspieler) (* 1944), dänischer Schauspieler

### L
- Luise Dreyer-Sachsenberg († 2001), deutsche Filmeditorin

### M
- Malu Dreyer (* 1961), deutsche Politikerin (SPD), ehem. Ministerpräsidentin von Rheinland-Pfalz
- Manfred Dreyer (* 1950), deutscher Mediziner
- Martin Dreyer (Künstler) (geb. Johannes Dreyer; 1748–1795), deutscher Ordensgeistlicher und Künstler
- Martin Dreyer (Journalist), US-amerikanischer Journalist
- Martin Dreyer (Schriftsteller) (* 1965), deutscher Theologe und Schriftsteller
- Martin Dreyer (Schachspieler) (Martin Paul Dreyer; * 1966), neuseeländischer Schachspieler
- Martin Dreyer (Rugbyspieler) (Marthinus Christoffel Dreyer; * 1988), südafrikanischer Rugbyspieler
- Matthieu Dreyer (* 1989), französischer Fußballspieler
- Max Dreyer (1862–1946), deutscher Schriftsteller
- Mechthild Dreyer (* 1955), deutsche Philosophin und Hochschullehrerin
- Michael Dreyer (Künstler) (* 1953), deutscher Künstler und Hochschullehrer
- Michael Dreyer (Politikwissenschaftler) (* 1959), deutscher Politikwissenschaftler und Historiker
- Michael Dreyer (Filmproduzent), Filmproduzent
- Michael Dreyer (Musikproduzent) (* 1970), deutscher Kulturmanager und Musikproduzent

### N
- Nicolaus Dreyer (1921–2003), deutscher Politiker (FDP, CDU)

### O
- Oskar Dreyer (* 1936), deutscher Altphilologe
- Oswald Dreyer-Eimbcke (1923–2010), deutscher Schiffsmakler, Publizist und Diplomat
- Otto Dreyer (Theologe) (1837–1900), evangelischer Theologe
- Otto Dreyer (Architekt) (1897–1972), Schweizer Architekt
- Otto Dreyer (Politiker) (1903–1986), deutscher Politiker (NSDAP)

### P
- Pam Dreyer (* 1981), US-amerikanische Eishockeyspielerin
- Paul Uwe Dreyer (1939–2008), deutscher Maler
- Peter Dreyer (* 1939), südafrikanisch-US-amerikanischer Schriftsteller
- Pierre Dreyer (1924–2005), Schweizer Politiker

### R
- Rahel Dreyer (* 1978), deutsche Pädagogin
- Rolf Dreyer (* 1948), deutscher Autor
- Ruan Dreyer (* 1990), südafrikanischer Rugbyspieler
- Rudolf Dreyer (1910–1998), deutscher Neurologe, klinischer Neurophysiologe und Epileptologe

### S
- Sophia Dreyer (* 1977), deutsche TV-Moderatorin (Lokalfernsehsender münchen.tv)
- Sven-André Dreyer (* 1973), deutscher Schriftsteller

### U
- Uwe Dreyer (* 1952), deutscher Fußballspieler

### W
- Wilhelm Dreyer (1891–1944), Rechtsanwalt und Opfer des Holocaust, siehe Liste der Stolpersteine im Kölner Stadtteil Sülz
- Wolfgang Dreyer (1948–2021), deutscher Zoologe